# Cochabamba
Cochabamba je hlavním městem stejnojmenného departementu v Bolívii. Rozprostírá se v údolí Cochabamba v Andách, a s počtem 608  276 obyvatel je třetím největším bolivijským městem. Ve městě se nachází tzv. jihoamerický parlament, výkonný orgán organizace UNASUR.
Město je také známé pod jmény „Město věčného jara“ a „Město zahrad“.

## Historie
Údolí Cochabamba je díky svému vlídnému klimatu a úrodné půdě obýváno již tisíce let. Archeologické výzkumy ukázaly, že oblast byla obývána domorodými kmeny, například etniky Inka, Tupuraja, Mojocoja, Omerequeja nebo kmenem Tiwanaku.
Prvním španělským obyvatelem údolí byl Garci Ruiz de Orellana v roce 1542. Ten zakoupil za 130 pes velké množství půdy od místních domorodých náčelníků. Nákup zaregistroval roku 1552 v Potosí.
Místokrál Francisco de Toledo, hrabě z Oropesy nechal 2. srpna 1571 založit osadu Villa de Oropesa, jak se Cochabamba dříve nazývala. Stala se zemědělským centrem oblasti a vyváželo se odtud velké množství potravin, zejména do těžařských oblastí Altiplana a Potosí.
V roce 1786 nechal španělský král Karel III. přejmenovat město na Villa de Cochabamba. Podle sčítání lidu roku 1793 mělo město 22 305 obyvatel, z čehož bylo 12 980 mesticů, 6368 Španělů, 1182 domorodých obyvatel, 1600 mulatů a 175 otroků z Afriky. V roce 1900 zde žilo jen 21 886 lidí. Po roce 1796 zde působil český cestovatel a přírodovědec Tadeáš Haenke.
V letech 1999-2000 otřásly městem protesty proti privatizaci městských vodovodů a v lednu 2007 zde proběhly potyčky mezi převážně venkovskými přívrženci prezidenta Eva Moralese a obyvateli města, kteří se přikláněli k jeho oponentovi, guvernéru departmentu a někdejšímu starostovi Cochabamby Manfredu Villovi. Protestující blokovali ulice města a další infrastrukturu a zapálili administrativní budovu departmentu. Villa však neodstoupil, k čemuž ho donutilo až neústavní celonárodní referendum z Moralesovy iniciativy v srpnu 2008.

## Zajímavá místa
- La Cancha – největší otevřené tržiště v jižní Americe. Je otevřené sedm dní v týdnu. Je zde možné koupit vše, od talismanů po LCD televizory.
- San Pedro – vrch se sochou Ježíše Krista nazývanou Cristo de la Concordia.
- Národní park Tunari – sportovní park

## Sport
Sídlí zde fotbalový klub CD Jorge Wilstermann.

## Partnerské město
- Córdoba, Argentina
- Bergamo, Itálie
- Kchun-ming, Čína